# British Columbia Highway 1
Der Highway 1  in British Columbia ist ein Teil des Trans-Canada-Highway-Systems, das Kanadas Westen mit dem Osten verbindet. Der Highway beginnt in Victoria auf Vancouver Island. Nach 124 Kilometern wird er durch eine Fährverbindung unterbrochen. Nach 1050 km (exklusive Fährstrecke) erreicht er am Kicking Horse Pass die Provinzgrenze zu Alberta und geht dort in den Highway 1 in Alberta über.

## Streckenbeschreibung

### Vancouver Island

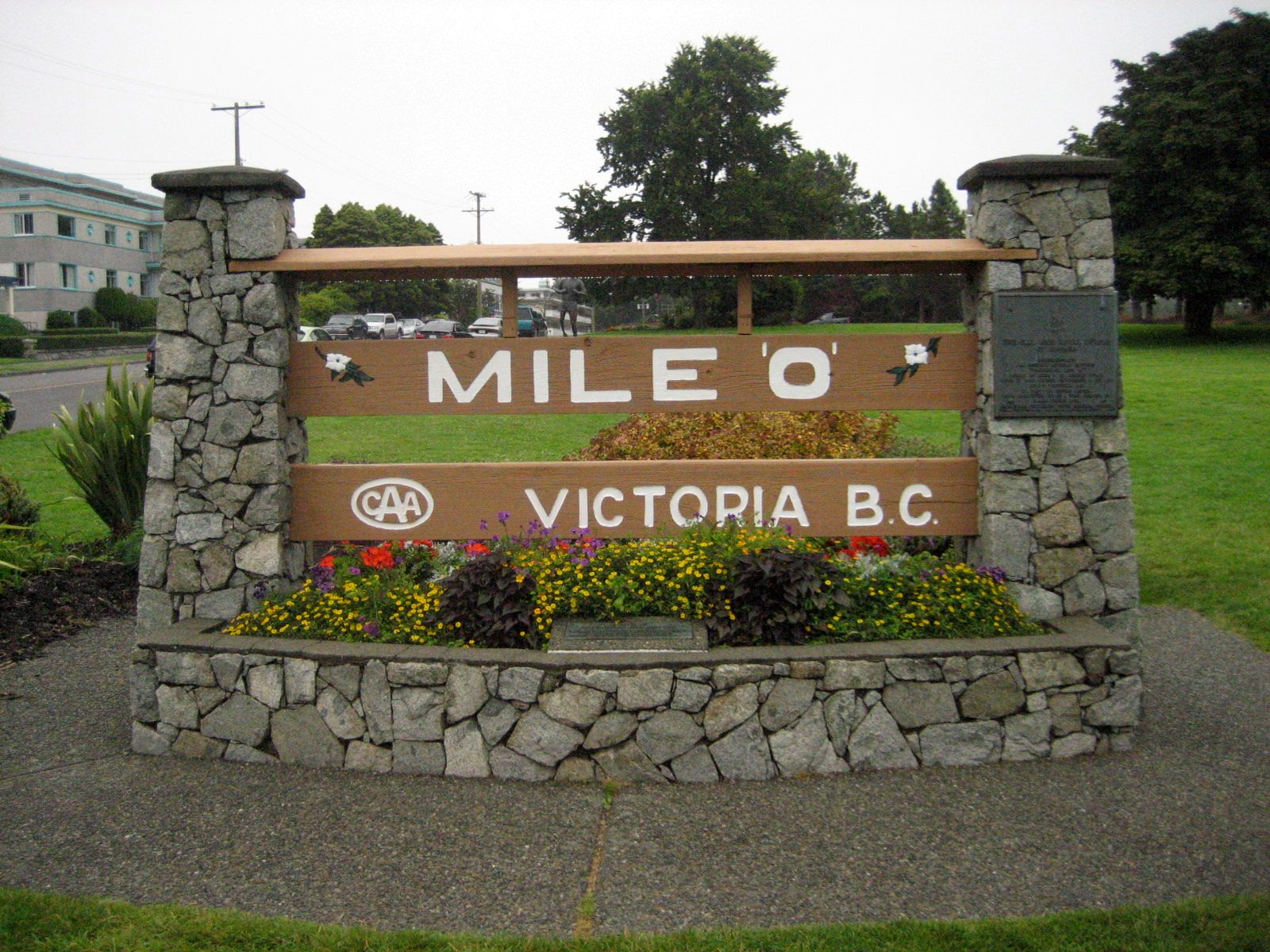
Mile Zero in Victoria

Der Highway beginnt mit der sogenannten Mile Zero in Victoria am südlichen Ende der Stadt, nahe der Pazifikküste als Abzweig der Dallas Road. Die Mile Zero ist mit einem Gedenkstein gekennzeichnet worden. Die „Douglas Street“ verläuft zuerst nördlich durch ein Wohngebiet entlang des Beacon Hill Parks. Am Nordende des Parks zweigt Highway 17 ab. Dieser Highway folgt durch das Zentrum von Victoria als Parallelstraße. Ab diesem Abzweig ist der Highway 1 als vierspurige Straße ausgebaut. Nördlich des Stadtzentrums von Victoria wendet sich der Highway westwärts. Er streift die Gemeinde View Royal und gelangt dann in das Stadtgebiet von Langford. Dort zweigt Highway 14 in südlicher Richtung ab. Bei Goldstream verläuft der Highway dann Richtung Norden. In Duncan zweigt Highway 18 nach Lake Cowichan westwärts ab. Zwischen Westholme und Lady Smithe verläuft parallel Highway 1A. Südlich von Nanaimo befindet sich der Flughafen Nanaimo, der durch Highway 1 erschlossen wird. Nördlich des Flughafens zweigt Highway 19 ab, der die nördlichen Gebiete von Vancouver Island erschließt. Highway 1 führt durch Downtown Nanaimo und endet dann zunächst am Fährhafen Departure Bay. Fähren von BC Ferries verbinden Vancouver Island mit Horseshoe Bay. Da Highway 1 auf Vancouver Island verläuft, spricht man manchmal auch vom Island Highway.

### Metro Vancouver

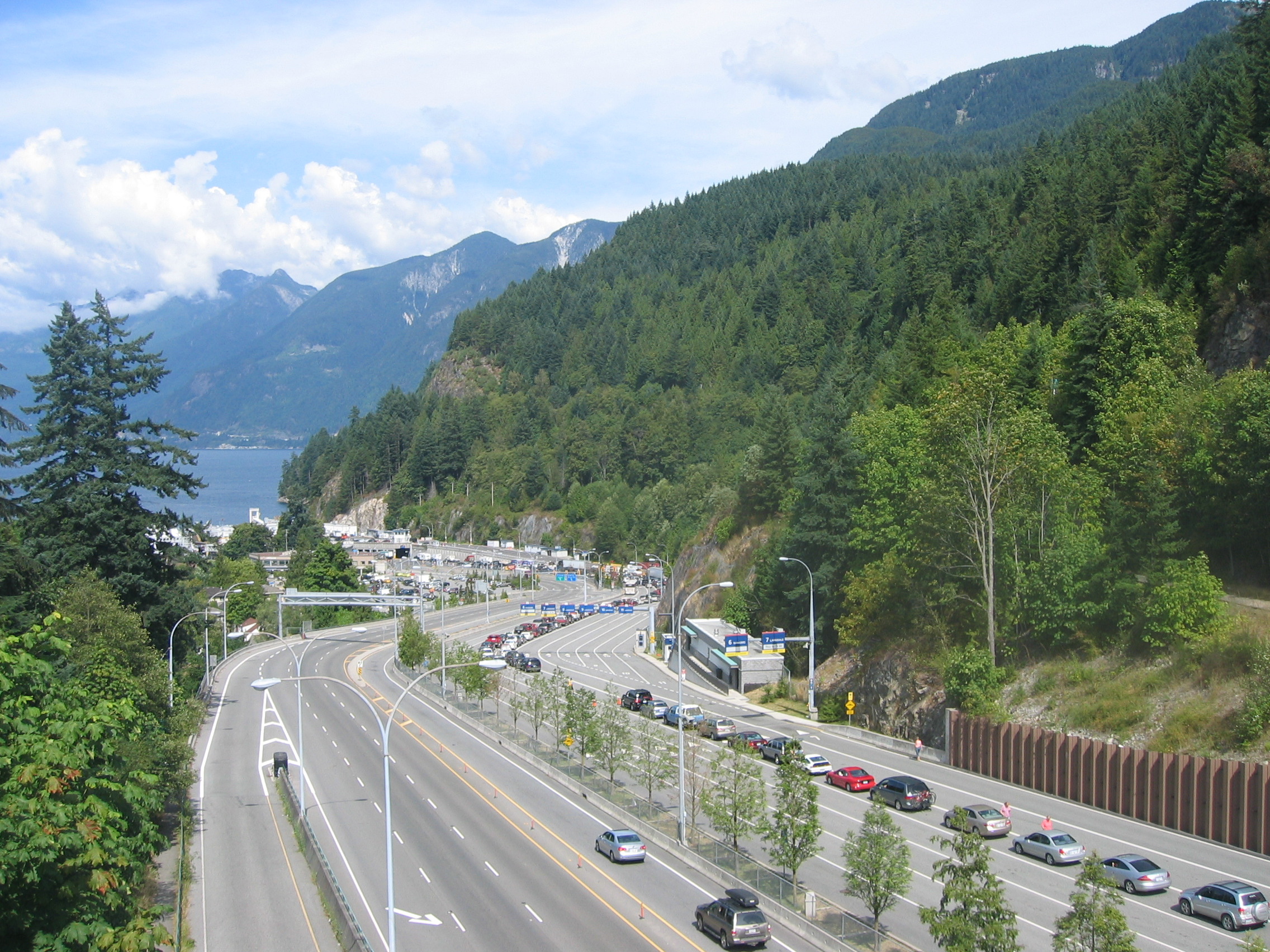
Fährterminal von Horseshoe Bay

Der Highway beginnt auf dem kanadischen Festland in Horseshoe Bay und folgt in südlicher Richtung, er durchquert dabei die Metro Vancouver von Nordwest nach Südost. Nach Norden führt von dort ab Highway 99 in Richtung Whistler. Nach Süden wird die Straße in Doppelauszeichnung als Highway 1 und als Highway 99 ausgezeichnet. Der Highway führt Richtung Osten durch West Vancouver, dort zweigt nach Süden wieder Highway 99 ab. In North Vancouver wendet der Highway sich wieder südwärts. Mit der Iron Workers Memorial Bridge wird der Burrard Inlet überquert. Das Zentrum von Vancouver mit dem Stadtteil Barneby wird geschnitten, danach folgt der Übergang über den Fraser River mit der Port Mann Bridge. Der Highway führt nun in südwestlicher Richtung aus der Stadt heraus. Als wichtige Städte im Großraum Vancouver werden Langley, erschlossen, dies erfolgt durch die Highways 15 und 10. Als letzte bedeutende Ausfahrt in der Metro Vancouver fungiert Highway 13, der nach Süden nach Washington führt.

### Südliches Binnenland
Die erste Stadt außerhalb des Großraum Vancouvers ist Abbotsford. Dort kreuzt Highway 1 Highway 11, der von der Grenze zu den Vereinigten Staaten nach Mission führt. Der Highway wendet sich nach Nordosten und folgt dem Tal des Fraser Rivers. Östlich von Chilliwack zweigt Highway 9 nach Harrison Hot Springs ab.
Hope bildet einen wichtigen Knotenpunkt im Süden British Columbias. Highway 1 folgt dem Fraser River Richtung Norden, westwärts führt der Highway 3, bekannt auch unter dem Namen Crowsnest Highway, von dem nach 2 km der parallel zum Highway 1 führende Highway 5 abzweigt. Nördlich von Hope mündet Highway 7, der von Vancouver her entlang des Nordufers des Fraser Rivers führt, in den Highway 1.
Die Route führt nordwärts durch den Fraser Canyon. Entlang des Flussufers führen sowohl westlich als auch östlich je eine Bahnlinie, der Highway folgt dem Westufer des Flusses bis zum Alexandra Bridge Provincial Park, ab dort verläuft er entlang des Ostufers. Bei Lytton zweigt Highway 12 nach Norden ab, dieser folgt weiter dem Fraser River. Highway 1 hingegen folgt dem Thompson River nach Nordosten. Bei Spences Bridges stößt Highway 8 auf Highway 1 und südlich von Cache Creek Highway 97C. Der von Nordwesten kommende Highway 97 führt die nächsten 72 km in gemeinsamer Auszeichnung ostwärts. Bei Kamloops kommt von Süden kommend Highway 5. Auch dieser führt parallel zu Highway 1/97 bis zum Ortsende von Kamloops, dort zweigt er in nördlicher Richtung ab. Bei Monte Creek trennen sich Highway 1 und 97 wieder, Highway 97 führt nach Süden in das Tal des Okanagan Rivers.

### Columbia Mountains

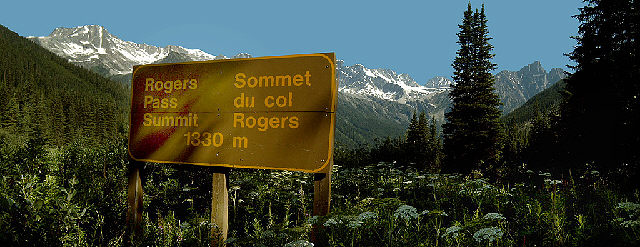
Rogers Pass

Der Weg in die Columbia Mountains erfolgt allmählich. Bis zum Little Shuswap Lake folgt Highway noch weiter dem Thompson River, danach wird das Südufer des Shuswap Lakes umfahren. Bei Salmon mündet Highway 97B und in Sicamous Highway 97A jeweils von Süden kommend in den Highway 1.

In Revelstoke wird der Columbia River gekreuzt, dort mündet auch Highway 23 in den Trans-Canada-Highway. Der Mount-Revelstoke-Nationalpark wird an seinem südlichen Rand gestreift. Wenige Kilometer dahinter führt die Straße quer durch den Glacier-Nationalpark. Dort führt die Route über den 1330 m hohen Rogers Pass. Die Columbia Mountains werden auf dem Weg nach Golden wieder verlassen.

### Rocky Mountains
In Golden beginnt der Anstieg in die Rocky Mountains. Nach Süden zweigt der Highway 95 ab. Der etwas kleinere Yoho-Nationalpark liegt auf der Westseite der Rocky Mountains. Das Ende des Highways wird am Kicking Horse Pass erreicht, dies ist zugleich die höchste Stelle mit 1627 m des gesamten Trans-Canada-Highways.

## Sehenswertes

### Victoria
Victoria ist die Provinzhauptstadt von British Columbia. Entlang des Highways befinden sich zahlreiche bemerkenswerte Orte. Der Beginn des Highways wird durch den Mile Zero Gedenkstein symbolisiert. Nördlich davon befindet sich der Beacon Hill Park, ein mit 24,8 ha Größe nicht ganz kleiner innerstädtischer Park. Nördlich des Parks befindet sich das Royal British Columbia Museum. Beliebtes Fotomotiv sind die vor dem Museum installierten Totempfähle. Direkt hinter dem Museum befindet sich das Gebäude des Parlaments von British Columbia.

### Goldstream Provincial Park
Der Goldstream Provincial Park befindet sich 16 km nordwestlich von Victoria. Er ist bekannt für seine großen Lachsbestände, seine bis zu 600 Jahre alten Bäume sowie Populationen zahlreicher Tierarten.

### Nanaimo
Die Hafenstadt Nanaimo hat als Tor zum Norden von Vancouver Island wichtige Bedeutung. Von hier aus wird der Norden der Insel durch Highway 19 verkehrstechnisch erschlossen. Weitere verkehrstechnische Relevanz haben die Häfen der Stadt, sowohl die Fährhäfen mit der Verbindung zum Festland und weiteren Inseln in der Strait of Georgia als auch der kommerzielle Hafen, der von der Holzindustrie genutzt wird sorgen für die Stellung der Stadt.

### Vancouver
Vancouver ist als größte Stadt der Provinz von großer Bedeutung in mehrerer Hinsicht: Vancouver ist entscheidender Verkehrsknotenpunkt im Westen Kanadas aufgrund seiner Straßenanbindungen, seines Flughafens sowie des Hafens. Weiterhin ist Vancouver Endpunkt verschiedener bedeutender Eisenbahnlinien.
Darüber hinaus ist Vancouver aufgrund der Lage von großem touristischen Interesse. So kamen im Jahr 2018 10,8 Mio. Besucher nach Vancouver.

### Fraser Canyon
Der Canyon bildet eine landschaftlich reizvolle Strecke, durch die der Fraser River verläuft. Entlang des Flusses befinden sich sowohl am West- als auch am Ostufer je eine Eisenbahnstrecke, die jeweils von den konkurrierenden Gesellschaften Canadian Pacific Railway und Canadian National Railway bedient werden.
Das Hell’s Gate ist ein besonderer Höhepunkt entlang des Canyons, an dem die Berghänge zu beiden Seiten des Fraser Rivers ca. 1000 m über das Flussbett ragen.

### Mount-Revelstoke-Nationalpark
Der Mount-Revelstoke-Nationalpark ist ein etwas unbekannterer Nationalpark in den Columbia Mountains. Zentrum des Parks ist der 1860 m hohe Mt. Revelstoke. Bekannt ist der Park zum einen wegen seiner Blumenwiesen zum anderen aufgrund der Tatsache, dass sich hier weltweit der einzige gemäßigte Regenwald im Binnenland befindet.

### Glacier-Nationalpark
Der Glacier-Nationalpark ist bekannt für seine Wander- und Klettermöglichkeiten. Durch die Lage des Parks westlich der Rocky Mountains führt dies zu sehr starken Steigungsniederschlägen, die im Sommer als Starkregen und im Winter zu Schnee führen. Neuschneehöhen bis zu 17 m pro Jahr sind dabei keine Seltenheit.

### Yoho-Nationalpark
Der Park ist der östlichste Nationalpark auf der Route von Highway 1 durch British Columbia. Wichtige Sehenswürdigkeiten an bzw. nahe dem Highway sind die Takakkaw Falls und die Wapta Falls sowie der Emerald Lake. Es führen jedoch auch zahlreiche Wanderwege durch den Park.

### Kicking Horse Canyon
Der schwierige Ausbau des Highways im Osten der Provinz wurde mit 958 Mio. $ beziffert. Bereits abgeschlossen wurden die Teilprojekte vierspuriger Ausbau in Höhe der Yoho-Brücke sowie Neubau der Park-Brücke. Die weiteren zwei Teilprojekte beinhalten einen vierspurigen Ausbau westlich des Yoho-Nationalparks und den Ausbau des Anschlusses zum Highway 95.

## Benutzungsgebühren
Für die Nutzung eines Highways wird in British Columbia im Regelfall keine Straßennutzungsgebühr erhoben. Da die Route jedoch durch Nationalparks führt, erhebt Parks Canada eine Parkbenutzungsgebühr. Die Parkgebühr wird fällig, sobald eine Nacht im Nationalpark verbracht wird, d. h. der Transit durch die Parks innerhalb eines Tages ist kostenfrei. Am Eingang zum Yoho-Nationalpark befindet sich direkt an der Straße eine Mautstelle, für den Glacier- und den Mount-Revelstoke-Nationalpark muss die Gebühr im jeweiligen Visitors Center erworben werden.

## Kurioses

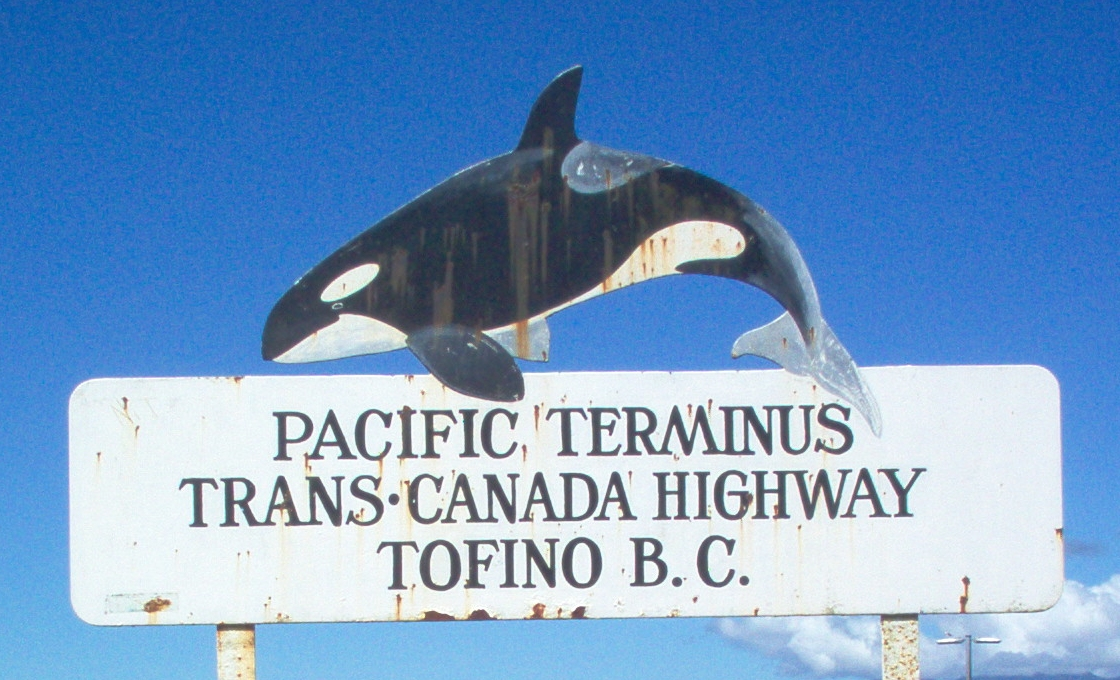
„Gewünschtes“ Ende des Highways in Tofino

Die Stadt Tofino auf Vancouver Island hat sich erhofft, dass der Trans-Canada-Highway bis an die Pazifikküste verlängert wird. Dazu hat sie schon einmal ein Schild aufgestellt, das den Beginn des Highways darstellen soll.